# スターリング城

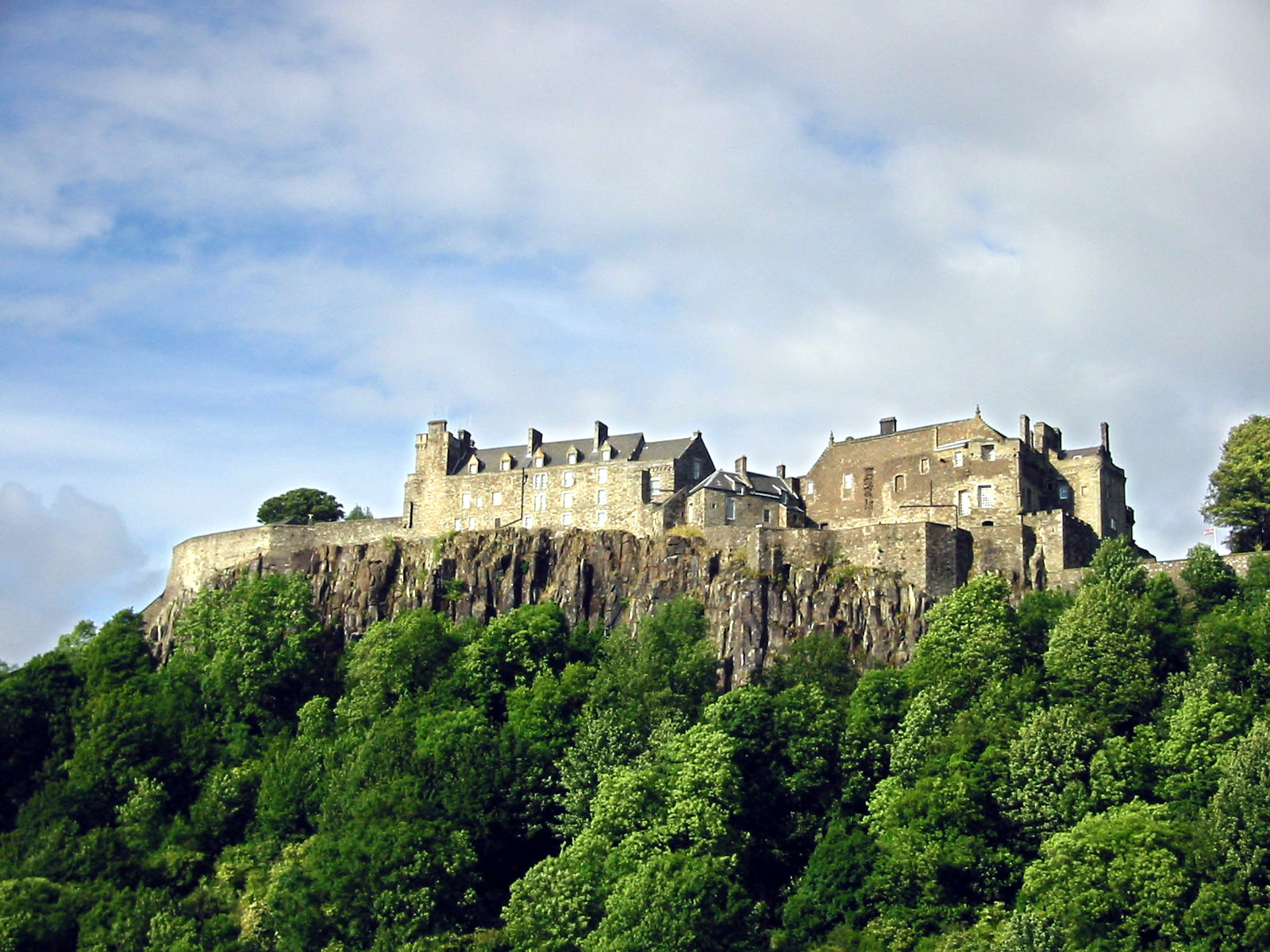
城を南西の方角からのぞむ

スターリング城（Stirling Castle）は、イギリス、スコットランド・スターリングにある城。スコットランド史において歴史的にも建築学的にも重要であるとされる。キャッスル・ヒルと呼ばれる火山性のでこぼこした岩の上に城が建ち、三方をけわしい断崖に囲まれ非常に防御に優れている。このため早い段階から重要な要塞として、戦略上の要所だった。現在城は国の文化財であり、文化財保護団体ヒストリック・スコットランドが管理している。

## 歴史
1800年から1964年まで、城はイギリス軍の所有で兵舎に利用されていた。収容設備となったグレート・ホール、講義場や食堂となった王室礼拝堂、付属診療所となったキングズ・オールド・ビルディング、士官食堂となったロイヤル・パレスなどが交互に多くの兵士らに使用された。これらの建築物全てを元に修復する努力はいまだ続けられている。新しい建築物のいくつか、監獄と火薬庫がネター・ベイリーに1810年に建設された。もはやそこに連隊が駐屯していなくても、それらは『アーガイル・アンド・サザランド・ハイランダーズ』司令部（Argyll and Sutherland Highlanders）として残っている。連隊博物館が城内にある。
城の主要な建築物は、15世紀から16世紀にかけできたものである。18世紀前半の攻撃に耐えた14世紀の建築物がわずかに残っている。13世紀、イングランド王エドワード1世は、スコットランドへ侵攻しスターリング城を包囲した。歴史家たちは、ここには『ウォーウルフ』（Warwolf）という巨大な投石機が作られ最初に用いられ、非常に効果を上げたと記録している。
城を外からの攻撃に備え、予備の門番小屋がジェームズ4世によって建てられた。元は壮麗な、一つの岩全体の広さをそなえる部分だった。どちらの端もどっしりとした長方形をした石造りの家で、城門の両方に四つの大きな円錐形の屋根がついていた。南側の石造りの家に残る張り壁に隣接した長さ、外側と北側の石造りの家の痕跡、これら壮大な構成が王子の門と呼ばれ残る。
清教徒革命の最中、アーガイル侯アーチボルド・キャンベルが1648年のスターリングの戦いから逃亡した時、城の駐屯隊が王旗に火をつけて投げた。
門番小屋の左、主要部の南側か奥にあたるのが宮殿部分である。これはジェームズ4世によって建設が始まった。しかし、ほとんどが彼の子ジェームズ5世の代に行われた。ルネサンス様式と後期ゴシック様式の組み合わせで、優れた石造りのスコットランドでも印象的な建築の一つである。王の寝室の天井は、元は『スターリング・ヘッズ』で知られる有名な円形の絵画で飾られていた。しかしこれらは1777年に持ち去られた。多くが城内に保存され、いくつかはスターリングのスミス財団、その他はエディンバラの国立博物館にある。可能ならば、王の間を原型にすべく散逸した絵画を集める計画がある。
宮廷奥の東側は、ジェームズ4世により建てられたグレート・ホールである。何十年も兵舎として使用された後、最近原型に復元された。長さ125フィート、幅36フィート、南側の高座に二つの華麗な張り出し窓がある。ルネサンス様式の王室礼拝堂は宮殿北側にあり、これは1594年にジェームズ6世（のちのイングランド王ジェームズ1世）により建てられた。ここで彼の嫡子ヘンリー王子が洗礼を受けた。
城の広場は野外コンサート会場に使用される。
城のイメージが、クライズデール銀行発行の20ポンド紙幣に採用されている。

## ギャラリー

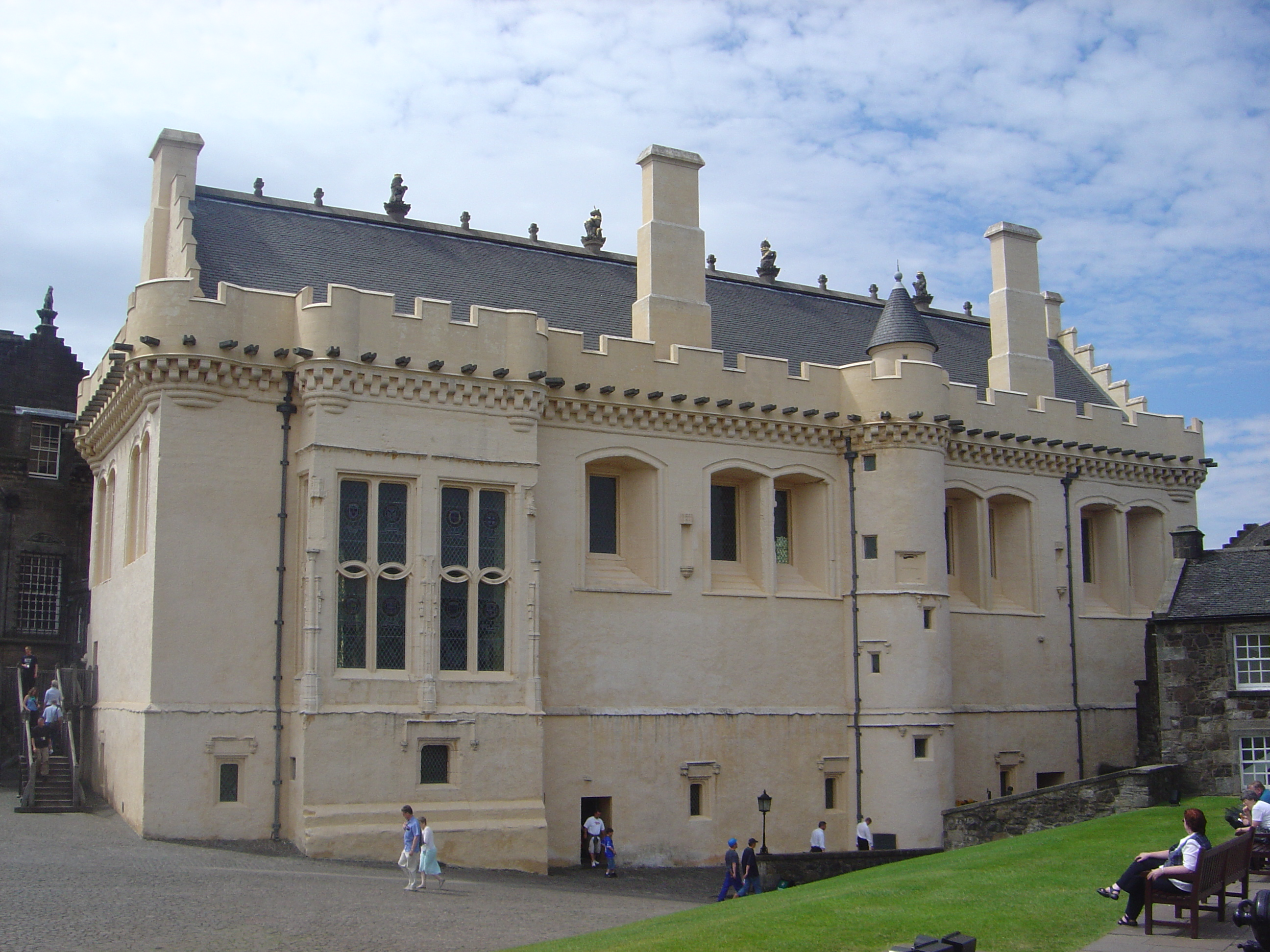
グレート・ホール
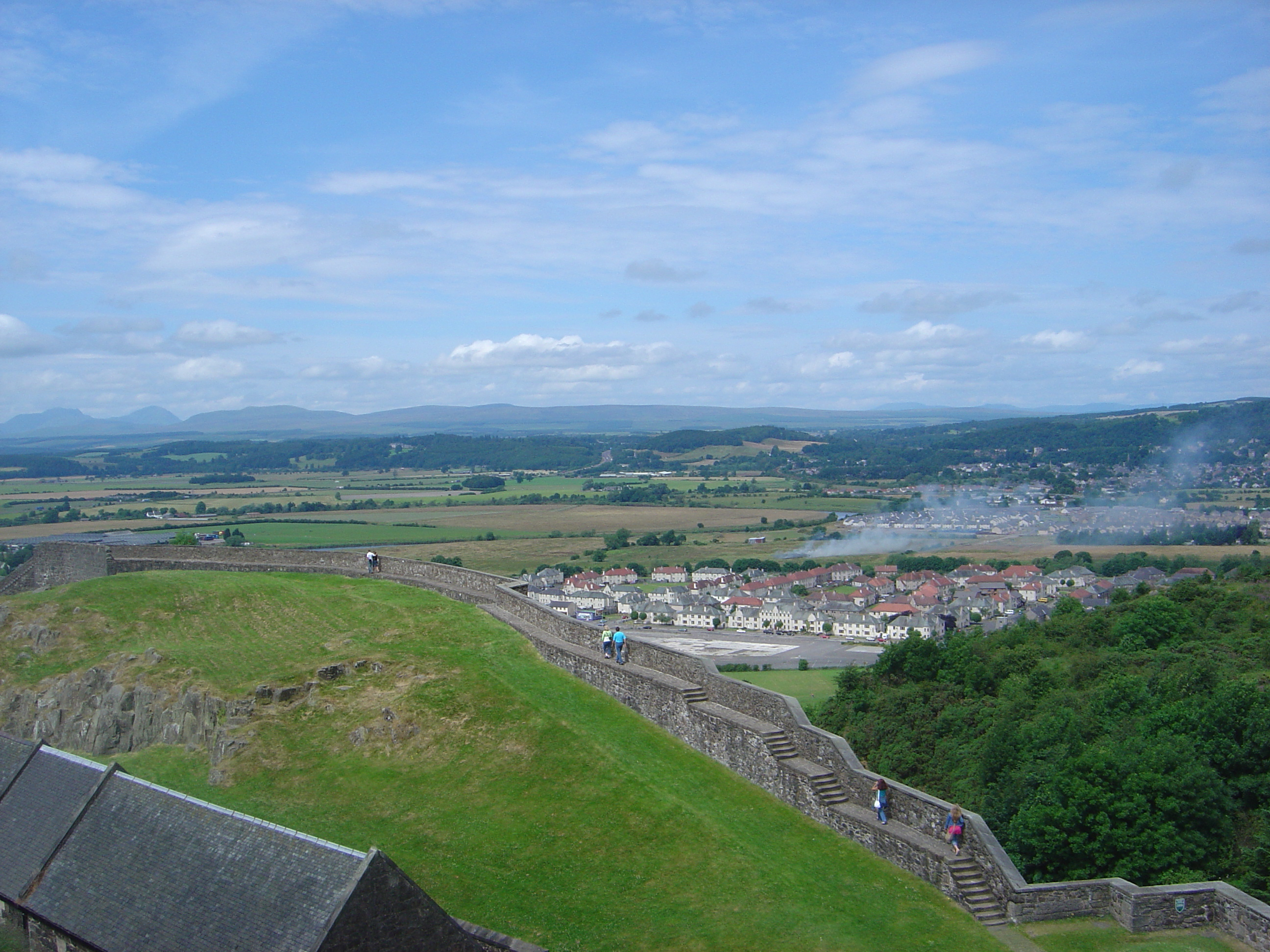
城の北側
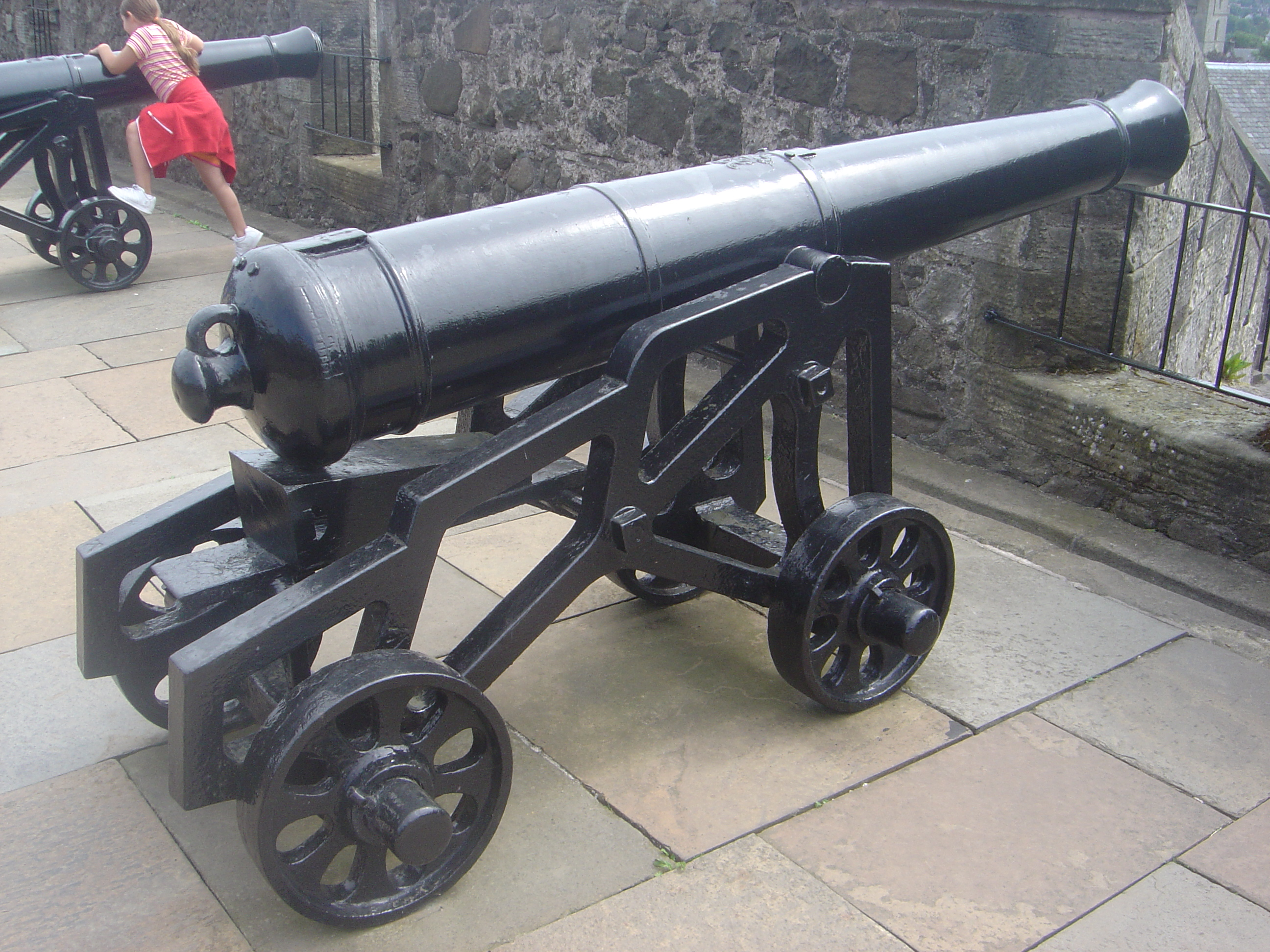
大砲
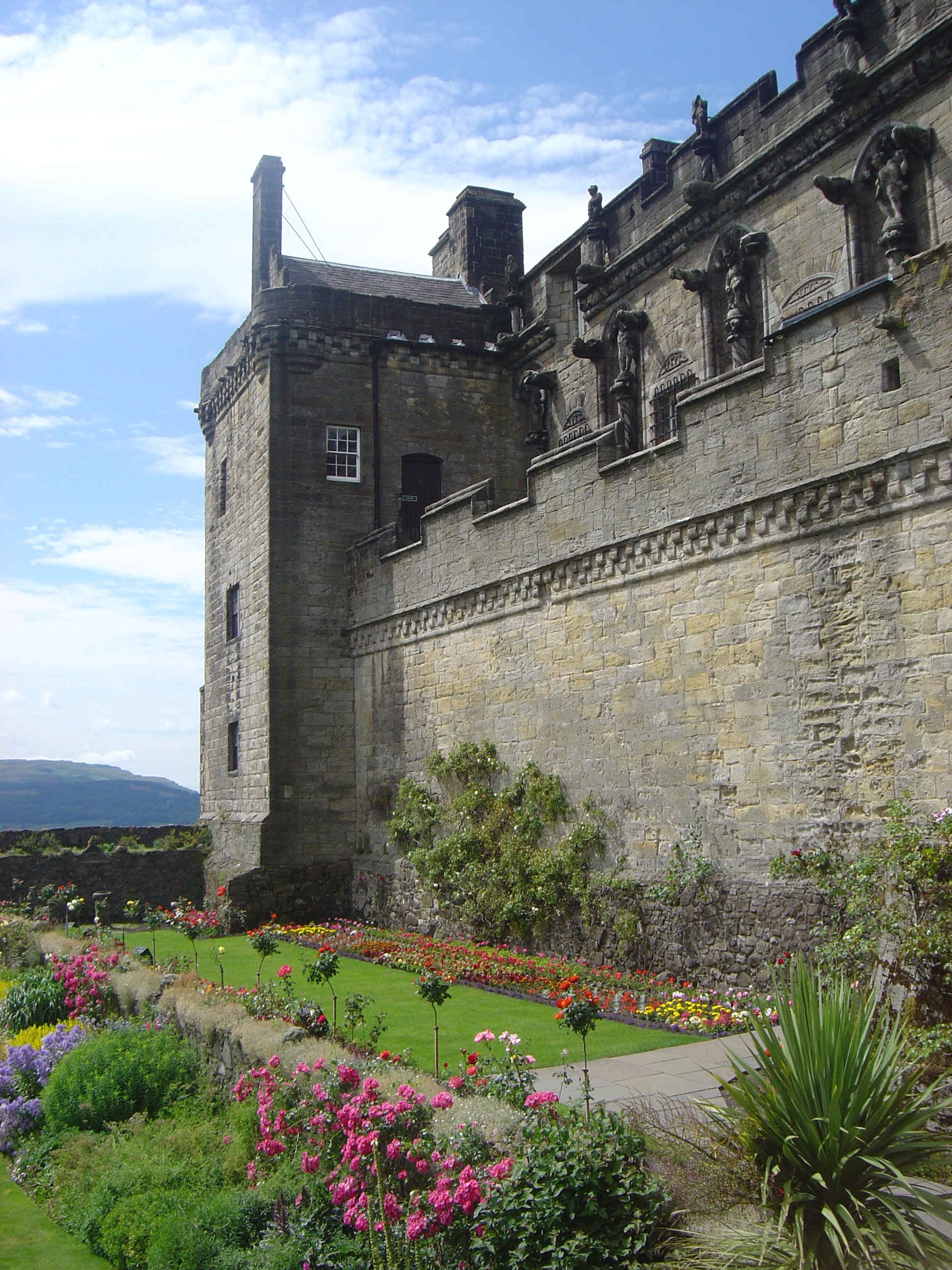
庭園
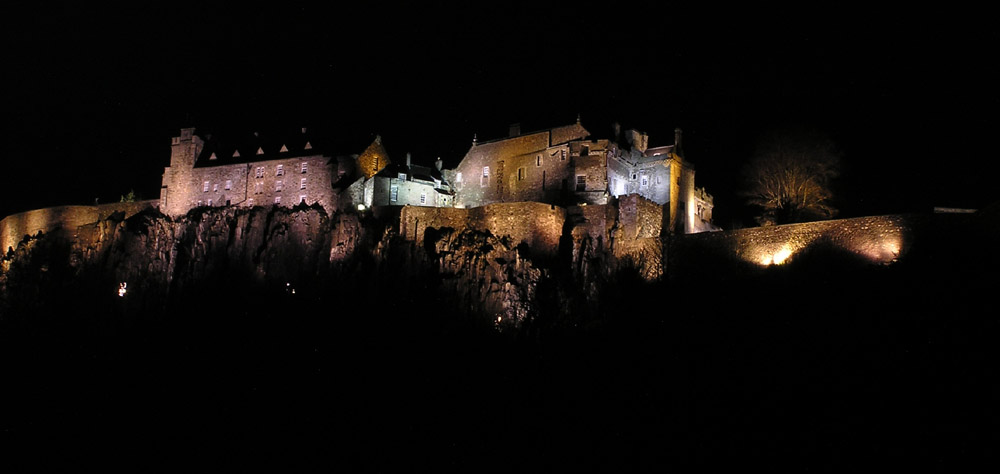
夜のスターリング城